# Cylindrotrichum clavatum
Cylindrotrichum clavatum är en svampart som beskrevs av W. Gams 1976. Cylindrotrichum clavatum ingår i släktet Cylindrotrichum och familjen Chaetosphaeriaceae.   Inga underarter finns listade i Catalogue of Life.